# Lumbu Manggit
Lumbu Manggit is een bestuurslaag in het regentschap Oost-Soemba van de provincie Oost-Nusa Tenggara, Indonesië. Lumbu Manggit telt 1036 inwoners (volkstelling 2010).